# Lunkentuss (kosterbåt)
Lunkentuss är en 8 meters, klinkbyggd koster, byggd 1942, är känd för en jorden runtsegling 1962–1965.

## Båten
Båten tjänade först som skolbåt åt Härnösands Sjövärnskår. 1960 köptes båten av Gunnar Dahlgren och Dag Ekholm som sedan, under två års tid, byggde om henne för att bättre passa deras planerade jorden runt-segling. Bordläggningen höjdes, motor installerades, nytt doghouse monterades för skydd mot vind och sjö, och riggen byttes mot en med bogspröt i fören.

## Jorden runt-seglingen
Sommaren 1962 var båten klar för avfärd och Gunnar Dahlgren och Dag Ekholm avseglade från Sundsvall den 25 juli. Rutten gick via Kiel och genom kanaler i Mellaneuropa tog man sig till Marseille. Därefter fortsatte färden via Kanarieöarna över Atlanten till Barbados, från Barbados vidare över Karibiska havet och genom Panamakanalen ut i Stilla havet. Färden mot Australien gick förbi Galápagosöarna, Marquesasöarna, Tahiti, Bora-Bora, Fiji, Samoa och Nya Guinea. Resan fortsatte över Indiska oceanen till Sydafrika. Sträckan mellan Ascension och Azorerna blev seglatsen längsta etapp, 3.210 nautiska mil över södra Atlanten, och fullbordades på 35 dygn. Från Sydafrika seglade man till Sverige, via Brämön till hemmahamnen Vindhem på Alnön utanför Sundsvall, dit man anlände 7 augusti 1965. På Brämön hade Lunkentuss legat och väntat i ett par dygn eftersom mottagningsarrangemanget var bestämt sedan tidigare till just söndagen den 7 augusti på slaget klockan 12:00. Tre år och 13 dagar tog det att tillryggalägga 33.160 nautiska mil. 

## Mottagande
På den sista etappen från Brämön till Vindhem eskorterades Lunkentuss av ett marinfartyg i täten och två tullbåtar akterom. En mängd fritidsbåtar anslöt sig efterhand och flygplan gjorde lågflygningar i luften. Väl i Vindhem mottogs Dahlgren och Ekholm av en flertusenhövdad publik som kommit för att ge dem de hyllningar som de förtjänade. Journalister från tidningar, radio och TV var på plats. Representanter för Sundsvalls stad, Marinen och Sundsvalls Segelsällskap höll tal. På kvällen var det mottagningsbankett på Restaurang Vindhem. Den årligen återkommande Vindhemsregattan instiftade till minne av deras bedrift.

## Navigering
Dahlgren och Ekholm gjorde sin segling helt utan hjälp av den elektroniska utrustning som några decennier senare var en självklarhet för varje semesterseglare. GPS-navigator, VHF-radio och autopilot var okända begrepp på den tiden.[källa behövs] Lunkentuss var inte ens utrustad med ett vindroder utan Dahlgren och Ekholm turades om att ta sina törnar till rors. Man navigerade med hjälp astronomiska observationer.

## Lunkentuss på 2000-talet
År 2011 inledde Dag Ekholm en renovering av Lunkentuss, Gunnar Dahlgren hade gått bort några år tidigare. Sedan sommaren 2017 finns Lunkentuss att beskåda i Fritidsbåtsmuseet i Härnösand. Här kan besökare ta del av fritidsbåtens historia, med Lunkentuss som självklar huvudattraktion.